# 조정화 (1964년)
조정화(趙政和, 1964년 10월 7일 ~ , 부산 서구 초장동)은 대한민국의 정치인이다. 국회비서관 및 국회입법보좌관을 역임했다. 부산 사하구청장을 지냈다.

## 학력
- 충무초등학교(1972.03 ~ 1977.02, 부산 서구)
- 경남중학교(1977.03 ~ 1980.02, 부산 서구)
- 경남고등학교(1980.03 ~ 1983.02, 부산 서구)
- 부산외국어대학교 법학과 학사(총학생회장) 졸업 (1983.03 ~ 1988.02, 부산 남구)
- 부산대학교 행정대학원 행정학 석사 졸업(부산 금정구소재)
- 동아대학교 일반대학원 경영학 박사 수료(부산 사하구소재)

## 약력
- 한나라당 신한국당 민주자유당 국회 비서관 및 국회 입법보좌관(1992~2006)
- 한나라당 보좌관 협의회 사무국장(사무총장)(2001~2002)
- 한나라당 16대 대통령 이회창 후보 전략기획보좌역 (2002)
- 부산광역시 사하구청장 (2006.7.1 ~ 2010.6.30 , 한나라당(부산의 최연소 기초단체장))
- 국민의힘 윤석열 제20대 대통령 선거 예비후보 국민캠프 지역본부 권역별 선거대책위원회 부산광역시 선거대책위원회 수석부위원장(2021.10 ~ 2021.11)
- 국민의힘 대표 특별보좌역(2023.11 ~ 2023.12)

## 주요직책
- 부산증권선물금융포럼 상임이사
- 부산파이낸셜포럼 이사
- 해양산업발전협의회 자문위원

## 전과
- 도로교통법위반(음주운전): 벌금 1,000,000원 - 2003년 7월 29일 선고[1]

## 역대 선거 결과
|  | 65.77% |

|  | 36.43% |

|  | 53.86% |